# Олександрівка (Гребінківська міська громада)
Олекса́ндрівка — село в Україні, у Лубенському районі Полтавської області. Населення становить 273 особи. Входить до складу Гребінківської міської громади.

## Географія
Село Олександрівка знаходиться на правому березі річки Сліпорід, вище за течією на відстані 0,5 км розташоване село Осавульщина, нижче за течією примикає село Павлівщина, на протилежному березі — села Високе та Сімаки. Поруч проходить залізниця, станція Платформа 147 км за 1 км.
Село розділене на такі хутори, як Рейхівка, Високе, Сімаки.

## Історія
Землі, на яких тепер розташовані села Олександрівської сільради, на початку XVIII ст. були зайняті козаками та козацькою старшиною. З боку нинішнього міста Гребінки більша частина земель урочищ, які називались Великий і Малий Скочак, належали лубенському осавулу Іванові Павловичу.
Частину цих земель він купив у заможних козаків Пригодяченків — Василя і Дмитра. Він і заснував хутір, названий на його честь Осавулівщиною.
В 1738 р. в Кримському поході проти татар Іван Павлович та його старший син Яків загинули. У першого залишились сини Павло і Микола, а у Якова — 19-річна дружина Зінаїда Василівна з двома малолітніми дітьми Степаном і Федором. Вони (сини, невістка й онуки Івана Павловича) і поділили між собою численні маєтності Івана Павловича. Крім земель в урочищах Великий і Малий Скочак, ними успадковувались маєтності в селах Гінці, Духове та інших місцях Лубенщини.
До речі, після смерті Івана Павловича його спадкоємці стали носити прізвище Янович; Павлович, мабуть, було не прізвище, а по батькові. В деяких документах Іван Павлович називався Гінцівським (від назви його маєтності Гінці), але це прізвище не прижилося. Зінаїда Василівна вдруге вступила в шлюб з Петром Корнієвичем-Ограновичем і набула нове прізвище.
З боку Лазірок землі належали лубенському полковому судді Максимові Троцькому: в 1710 р. він одержав село Лазірки з прилеглими землями. А після нього лазірківськими землями володіли його сини Іван і Яким. Згодом ці землі поділили між собою зяті Троцьких Кори і й Кобелецький і Лев Богаєвський. В 1767 р. дочка Кобелецького Варвара Корніївна стала дружиною вихідця із Слобідської України (із Охтирського слобідського козацького полку) секунд-майора Івана Михайловича Боярського і одержала в посаг велику частину цих земель.
Боярський розгорнув бурхливу діяльність за придбання нових земель. Він закупив землі у Яновичів, Ограновичів, Троцьких, інших землевласників, приєднав їх до земель своєї дружини — створив на Лубенщині міні-Вишневеччину — Боярщину.
Мабуть, ним були засновані хутори Новосільце (згодом одержало назву Павлівщина) і Сімаки (Сьомаки, Сюмаки).
Зі смертю Івана Михайловича Боярського (до 1787 р.) та його дружини Варвари Корніївни (до 1795 р.) в 1795 р. відбувся поділ їх землеволодінь між спадкоємцями — п'ятьма синами і двома дочками. До поділу ввійшли села Лазірки, Рудка, Тимки, хутори Осавульщина, Новосільце, Сімаки, Високий Горб (Горби) та інші хутори, якими володіли тоді Боярські.
Олександрівка і Високе до акту поділу не ввійшли, оскільки їх, мабуть, ще не було. При поділі маєтностей селяни переводились із одного села чи хутора в інші. Так, із х. Сімаки було переведено в с. Рудку 41 душу, у х. Осавульщину — 52 душі і в с. Тимки — 13 душ.
Як же тут з'явилися землеволодіння поміщиків Рудановських і Рейх-Топольницьких?
У 1795 р. дружина поміщика Чернігівської губернії Петра Йосиповича Лисенка Наталія Іванівна (вона була дочкою Івана Михайловича Боярського, а її чоловік був рідним братом діда композитора Миколи Віталійовича Лисенка) позичила на один рік у поміщиці х. Писарщини (який увійшов до складу нинішньої Тарасівки) Євдокії Андріївни Щербак 25 тисяч крб. під заставу маєтностей в с. Лазірках та хуторах Новосільце і Сімаки.
Вчасно ці гроші нона не повернула. Євдокія Андріївна заздалегідь передала і права на закладені під заставу маєтності своїй рідній сестрі Ганні Андріївні, дружині Івана Павловича Рудановського, який служив у Москві оберпровіантмейстером (звичайно, одержавши від неї 25 тисяч крб.). Євдокія Андріївна Щербак і Ганна Андріївна Рудановська були дочками колишнього домашнього лікаря новоросійського генерал-губернатора князя Г. О. Потьомкіна — Андрія Пилиповича Санковського, який після смерті князя (1791 р.) вийшов у відставку статським радником, купив хутір Скочак на Пирятинщииі, де й доживав віку разом з дружиною.
Син Івана Павловича і Ганни Андріївни Павло Іванович Рудановський 13 квітня 1798 р. пред'явив у суд документи на заставу маєтностей Наталією Іванівною Лисенко і одержав ці маєтності. Рудановські розширювали свої маєтності шляхом купівлі сусідніх земель, і в 1865 р. вони мали тут 1043 десятини землі.
Дочка Наталії Іванівни Олександра Петрівна Лисенко стала дружиною поміщика Чернігівської губернії корнета Дмитра Яковича Рейх-Топольницького, у посаг вона одержала від матері землю на Боярщині, де згодом був закладений хутір Олександрівка (Рейхівка). Можливо, що цю землю Наталія Іванівна купила у своїх братів, оскільки її маєтності перейшли Рудановським.
У 1807 р. її чоловік Петро Лисенко продав частину своїх маєтностей на Чернігівщині за 25 тисяч крб. і, мабуть, повернув, дружині свій борг.
Село Олександрінка (яке називалося ще і Рейхівкою) було засноване Олександрою Петрівною Лисенко і її чоловіком Дмитром Яковичем Рейх Топольницьким, від яких і походять обидві назви села.
Воно заселялося місцевими жителями і прибулими із інших місць. Милорадович В. Т. в своїй праці «Средняя Лубенщина» писав: «Население Александровки смешанное: частью здешнее, а частью переведенное из Черниговской губернии; носят фамилии — Бедрики, Гончари, Мамлыги, Сеси, Червышни и др.
В Александровке, так же как и в Рудановщине (Павловке), была установлена дань помещику: 5 гусей, 10 курченков, яйца, масло и молоко; да вдобавок помещик нанимал людей на сахарные заводы, станции и отдельным хазяевам».
Від Олександри Петрівни маєтність перейшла її дочці Варварі Дмитрівні Рейх — Топольницькій, яка в 1858 році частину землі з селянами продала своїй мачусі Марії Іванівні.
В період селянської реформи (1861 року) поміщиці виділили селянам на викуп (60 ревізським душам, які мали право на викуп землі) садибної землі 24,1 десятин (в тім числі 12 дес. вигону) і 78,25 десятин польової землі.
В договорі на викуп записано: «Водопой при деревне Александровке отводится крестьянам в исключительное их пользование из р. Сліпорода. Прогон скота в конце деревни за усадьбой временно-обязанного крестьянина (так називались селяни після реформи — Прим. авт.). Сидора Гуленка, отступая от его усадьбьі на 4 сажня по направленню до угла горьі».
В той час в Олександрівці було 26 господарств, у тім числі: городників — 1, піших — 14, тяглих — 11 господарств.
В 1896 році в Олександрівні налічувалося уже 47 дворів, було дві кузні і хлібозапасний магазин.
В роки Радянської влади в селі було утворено ТОЗ (товариство спільної обробки землі), його головою став Винниченко Петро Федорович, а потім він же — і головою колгоспу «Серп і Молот», створеного на базі ТОЗу.
В 1930-х роках колгоспи «Серп і молот» та «Шлях до комунізму» (с. Осавульщина) об'єдналися в один колгосп, який був названий іменем Фрунзе. Його першим головою був Гуленко Іван Давидович. Після нього став Петренко Іван Кіндратович.
Господарський двір колгоспу був розташований в колишній садибі багатих людей — братів Довженків, де було три добротних будинки під залізом, а також господарські приміщення.
В 1952 році колгосп ім. Орловського (с. Павлівщина), ім. Фрунзе (с. с. Олександрівка і Осавульщина), та «Ударна праця» (с. с. Високе і Сімаки) об'єднались в єдиний колгосп ім. фрунзе, який проіснував до 1991 року.
05.02.1965 Указом Президії Верховної Ради Української РСР передано Олександрівську сільраду Лубенського району до складу Оржицького району.
В жовтні 1991 року землі розпаювали і колгосп перетворили в КСП ім. Фрунзе, а потім — в приватно-орендне підприємство «Довіра».

## Населення

### Мова
Розподіл населення за рідною мовою за даними перепису 2001 року:
| Мова       | Відсоток |
| ---------- | -------- |
| українська | 93,44%   |
| російська  | 4,77%    |
| румунська  | 1,19%    |

## Відомі люди

### Народились
- Ткаченко Сергій Петрович — радянський та український військовик, генерал-майор, заступник командувача внутрішніх військ МВС України та Національної гвардії України з матеріально-технічного забезпечення (2012–2014).